# Acht Ansichten des Biwa-Sees

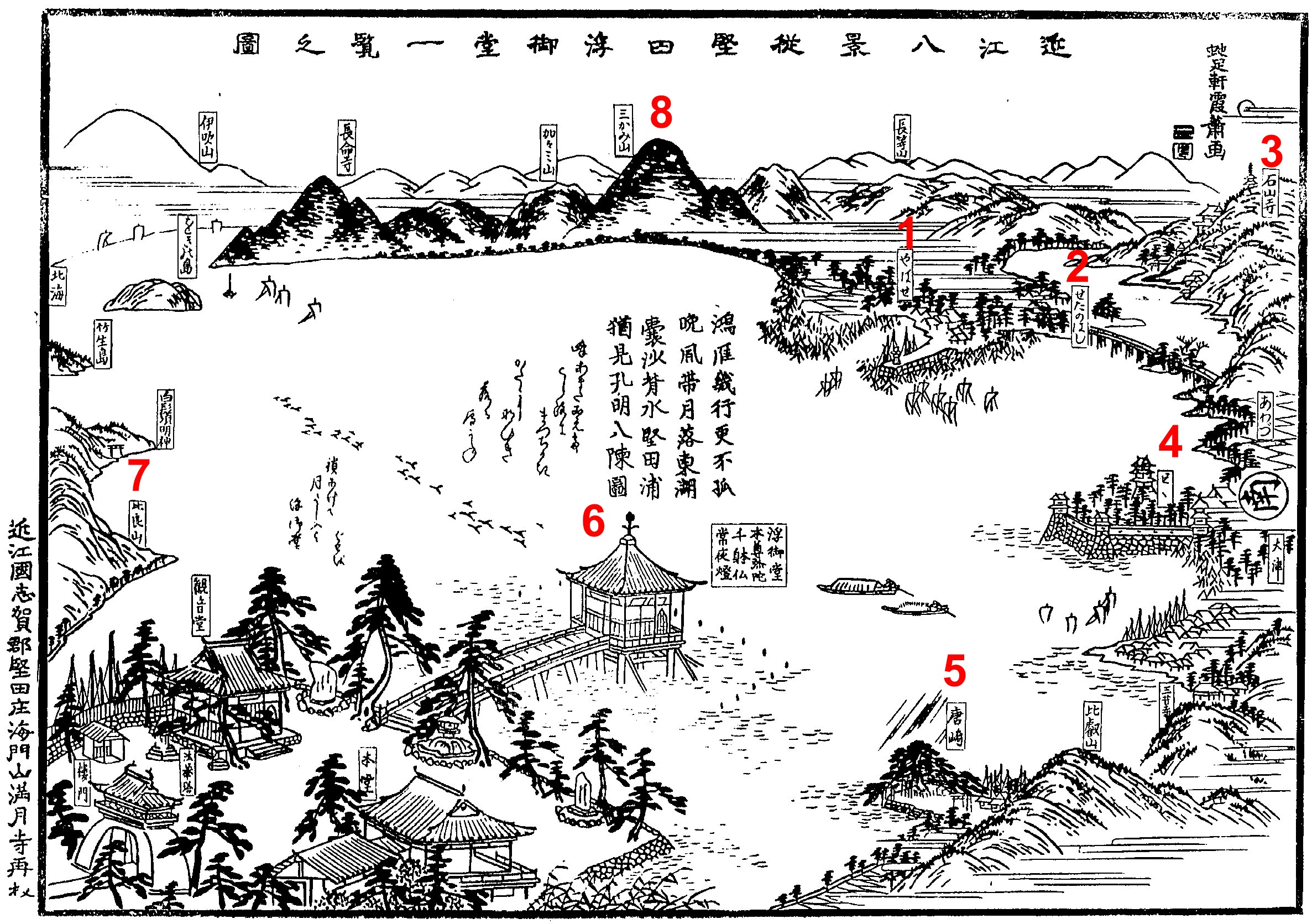
Alle 8 Ansichten auf einem Blatt

Die Acht Ansichten des Biwa-Sees, eigentlich Acht Ansichten von Ōmi (japanisch 近江八景, „Ōmi Hakkei“), ist der Titel vieler Bild- und Gedichtserien, in denen japanische Grafiker, Maler und Dichter Orte und Landschaften rund um den Biwa-See in stimmungsvollen Bildern und Texten darstellten.

## Vorbemerkung
Die Acht Ansichten wurden ab dem 15. Jahrhundert in Anlehnung an die chinesischen „Acht Ansichten von Xiaoxiang“ geschaffen. Diese beziehen sich auf landschaftliche Sehenswürdigkeiten in der Provinz Hunan (im 11. Jhd. „Jinghu Nan“), die nach den beiden großen Flüssen Xiao Shui und Xiang Jiang bis heute unter der Alternativbezeichnung „Xiaoxiang“ bekannt ist. In Japan hatte sich bis 1600 ein fester Satz von Orten am Biwa-See herausgebildet. Er ist nahe zu Kyōto gelegen, wo nicht nur der Tennō lebte, sondern auch das Ashikaga-Shogunat seinen Sitz im Stadtteil Muromachi hatte. Außerdem bietet besonders der von Bergen umgebene Südteil eine abwechslungsreiche Umgebung. Es gibt keine festgelegte Reihenfolge, nachstehend sollen die Ansichten im Osten beginnend der Reihe nach beschrieben werden. Die  in der Galerie gezeigten Bilder sind Holzschnitte von Utagawa Hiroshige.

## Die einzelnen Ansichten

### Herbstmond über Ishiyama
(Ishiyama no Shūgetsu, 石山の秋月): Der Ishiyama-Tempel liegt nicht am See, sondern etwas südlich an dessen Ausfluss, dem Seta. Wie der Name Ishiyama („Steinberg“) sagt, ist er am Hang einer auffallenden Felsformation gebaut. Mit seiner Lage am Hang ähnelt er dem Kiyomizu-Tempel in Kyōto. Eine Hütte am Rande des Tempelgeländes erlaubt einen Blick auf den See und den Herbstmond. Bekannt ist der Tempel auch dadurch, dass der Legende nach die Hofdame Murasaki Shikibu in dem Tempel um das Jahr 1000 den Roman vom strahlenden Prinzen Genji, das Genji-Monogatari, schrieb.

### Abendlicher Schnee auf dem Berg Hira
(Hira no Bosetsu, 比良の暮雪): Der Berg Hira am Westufer des Sees ist die höchste Erhebung der Hira-Bergkette. Im Winter treibt der vom asiatischen Festland kommende Monsun den Schnee an dieser schmalen Stelle Japans weit ins Land hinein.

### Heimkehrende Segel bei Yabase
(Yabase no kihan, 八橋の帰帆): Yabase ist ein alter Hafen am Ostufer des Sees. In der Nähe des Tōkaidō gelegen, wurde er zum Übersetzen nach Ōtsu genutzt, wodurch der Reisende einige Kilometer sparen konnte. Nach 1869 legten dort sogar Dampfschiffe an, aber diese Zeit war schon 1889 zu Ende, als die Eisenbahnlinie Tōkyo-Kyōto fertig war. Heute ist der Hafen ganz aufgegeben, es existiert ein Park inmitten von Industrie-Anlagen.

### Abendlicht bei Seta
(Seta no sekishō, 瀬田の夕照): Auf Bildern dazu ist immer die große Brücke zu sehen, die den Seta unter Ausnutzung einer kleinen Flussinsel überquert, natürlich im Abendlicht. Über diese Setagawa-no-karahashi genannte Brücke verlief der Tōkaidō. Die heutige Brücke ist ein Nachbau aus Beton, aber eben im kara = chinesischen Stil, mit giboshi auf den Geländerpfosten.
Im Hintergrund sieht man den „Fuji von Ōmi“, den Mikamiyama. Er ist zwar nur 417 m hoch, überragt aber tatsächlich die Gegend.

### Frische Brise bei Awazu
(Awazu no seiran, 粟津の晴嵐): Awazu ist bekannt für seinen Kiefernwald. Awazu-ga-hara zwischen dem Seta und dem Ort Zeze. In der Gegend fiel 1184 Minamoto no Yoshinaka (geb. 1154) in einer Auseinandersetzung mit seinem jüngeren Bruder Yoshitsune und wurde dort auch begraben. In Zeze stand die Burg der Honda-Familie auf einem Vorsprung am Biwa-See; sie ist gelegentlich auf Holzschnitten zu Awazu zu sehen. 1870 wurde sie aufgegeben, heute sind nur noch spärlich Reste zu sehen.

### Abendglocke des Miidera
(Mii no banshō, 三井の晩鐘): Der Mii-dera wurde Ende des 8. Jahrhunderts gegründet, dann etwas später vom Priester Enshin 859 zu seiner heutigen Bedeutung ausgebaut. Der Tempel besitzt eine der „Drei Glocken“ Japans; sie ist fast zwei Meter hoch. Es ranken sich viele Legenden um sie, am bekanntesten die mit dem starken Benkei (1155–1189). Die heutige Glocke wurde allerdings erst 1602 gegossen. Auf dem Gelände eines Nebentempels ist Ernest Fenollosa begraben.

### Nachtregen am Karasaki
(Karasaki no yau, 唐崎の夜雨): Karasaki ist ein steingefasster Vorsprung am Seerand, auf dem eine einzelne, auffallend große Kiefer – hitotsu-matsu – steht. Zu einem Naturdenkmal gehört dazu auch ein Schrein. Die Kiefer musste gelegentlich nachgepflanzt werden, die heutige stammt aus dem 20. Jahrhundert.

### Wassernde Wildgänse bei Katata
(Katata no rakugan , 堅田の落雁): Wassernde Gänse kann man dort nicht immer sehen, wohl aber den kleinen Tempel, der abgesetzt vom Ufer auf Pfählen steht und mit diesem durch eine kleine Brücke verbunden ist. Der Tempel im Hōkyō-Stil hat den Namen Ukimidō. Das „uki“ ist aus dem Begriff Ukiyo-e bekannt, es heißt „losgelöst auf dem Wasser treiben“. Midō ist eine Bezeichnung für einen Tempel.

## Die Ansichten

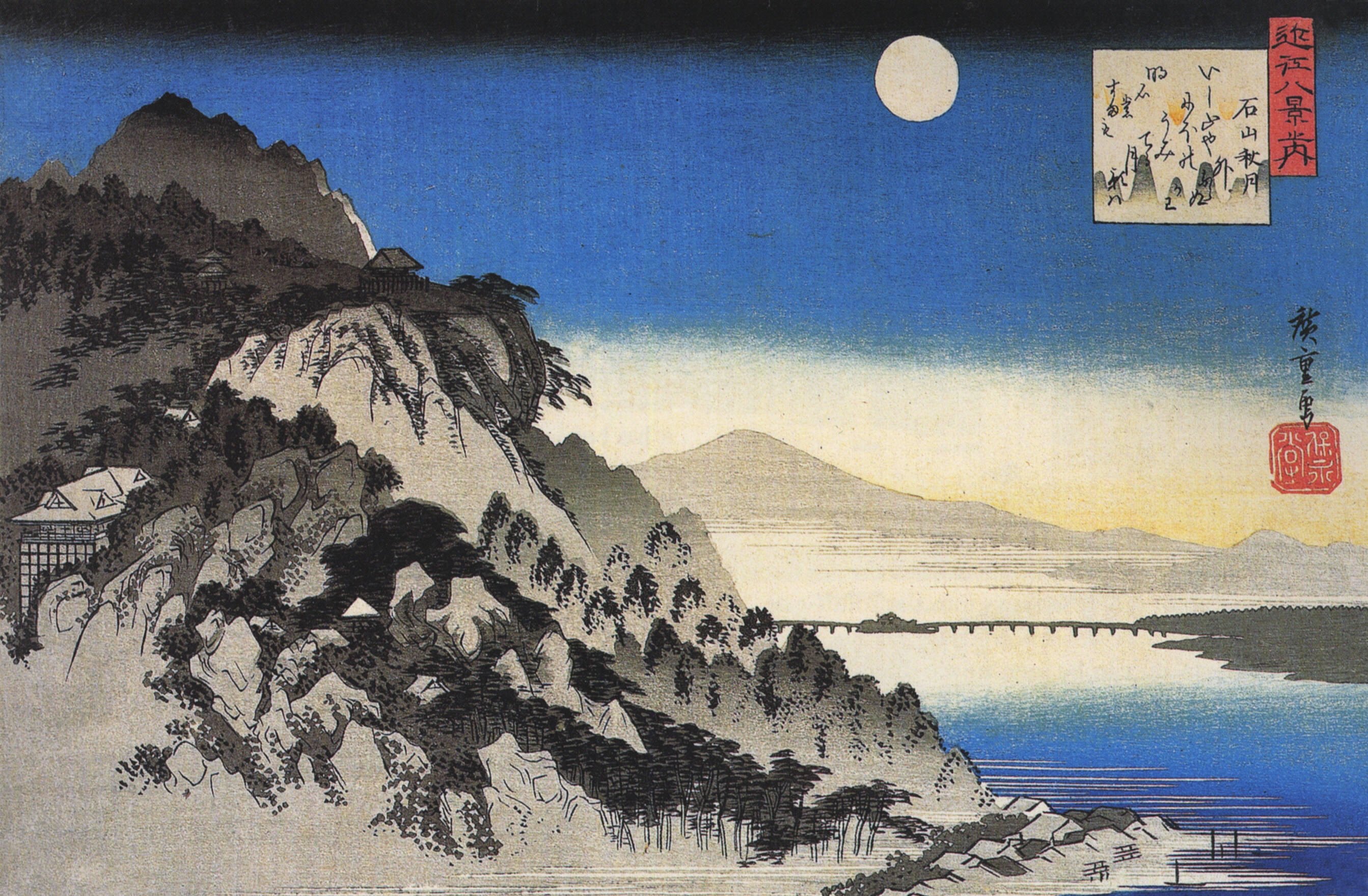
Ishiyama no Shūgetsu
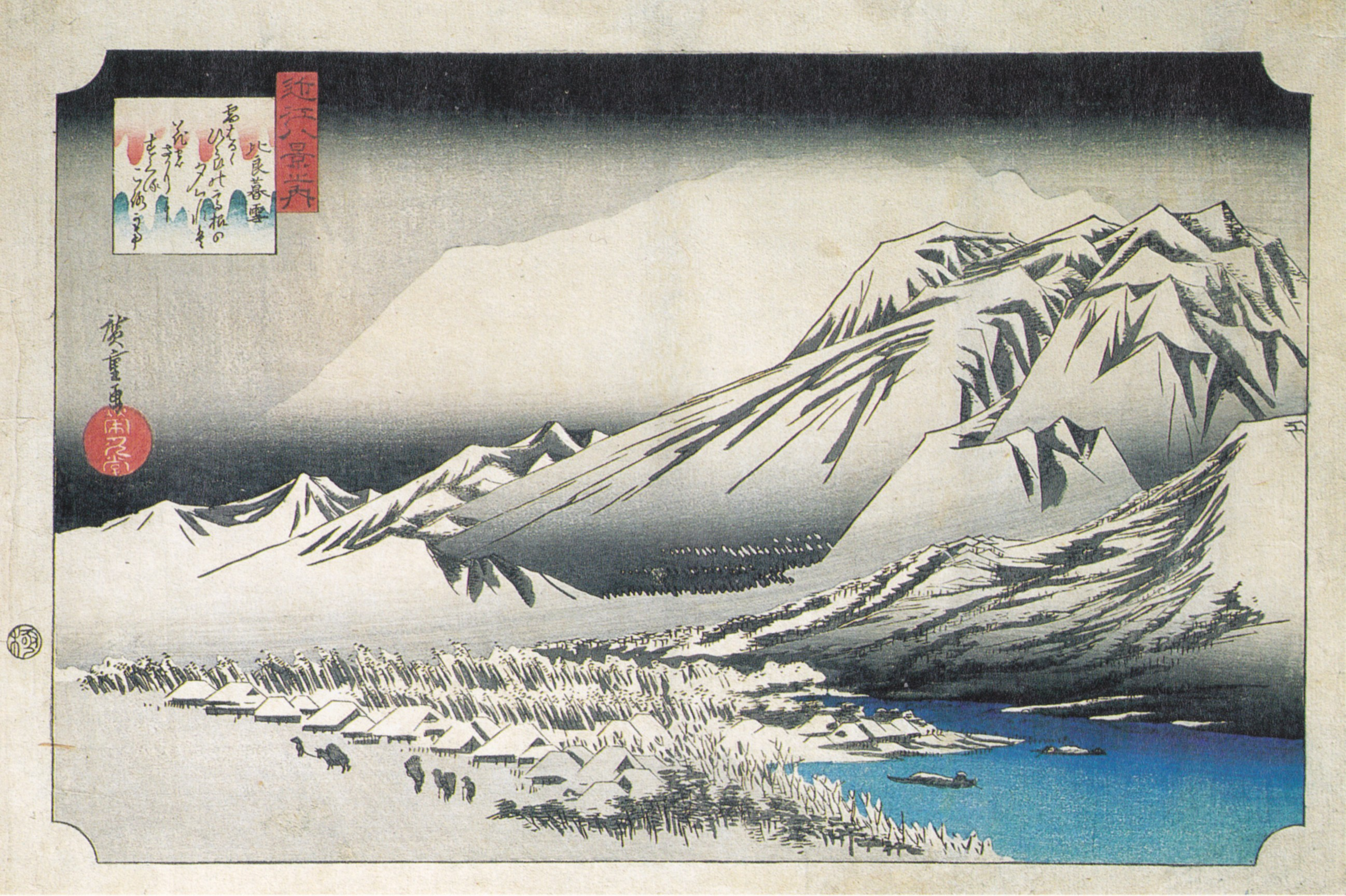
Hira no Bosetsu
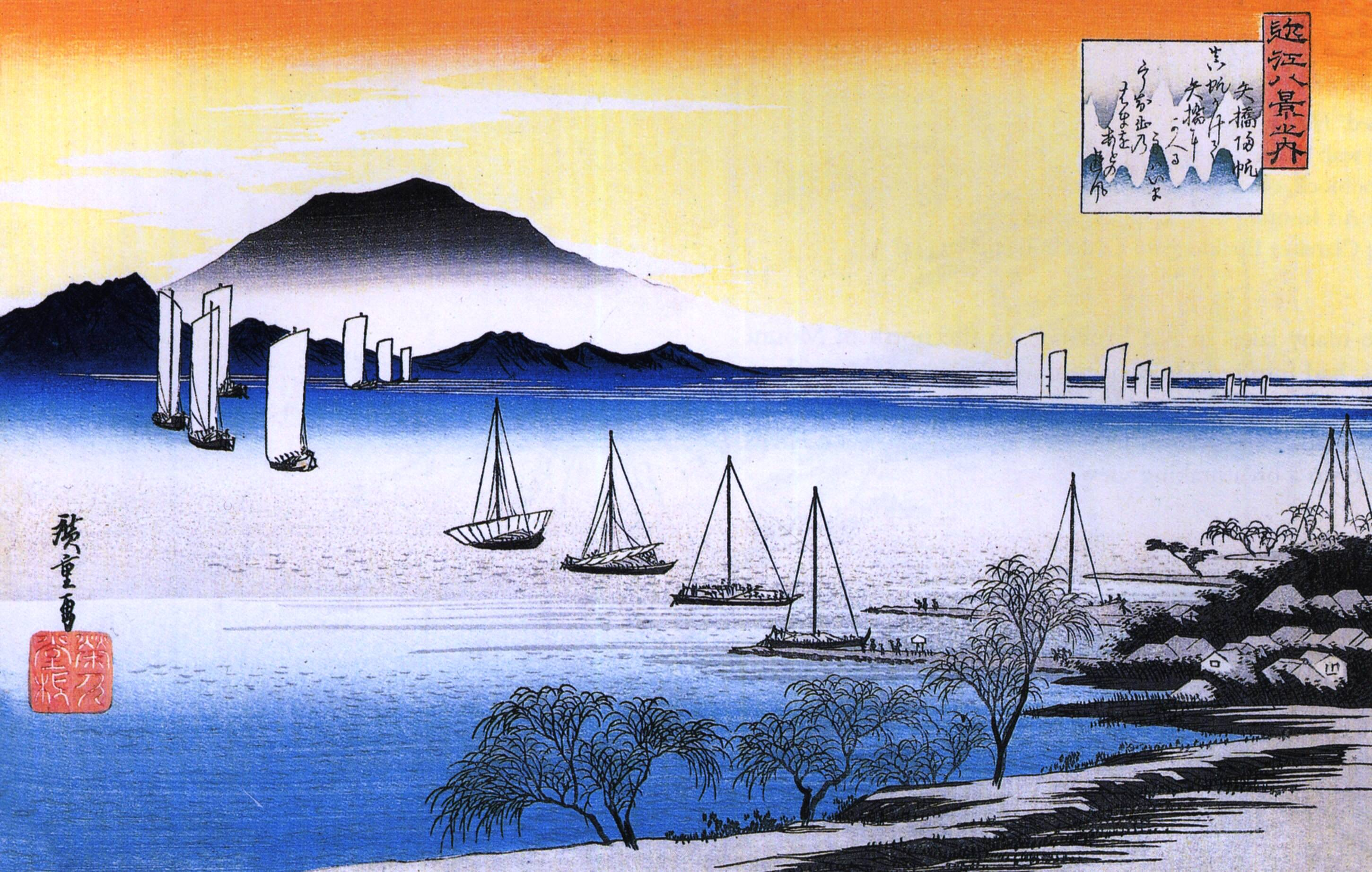
Yabase
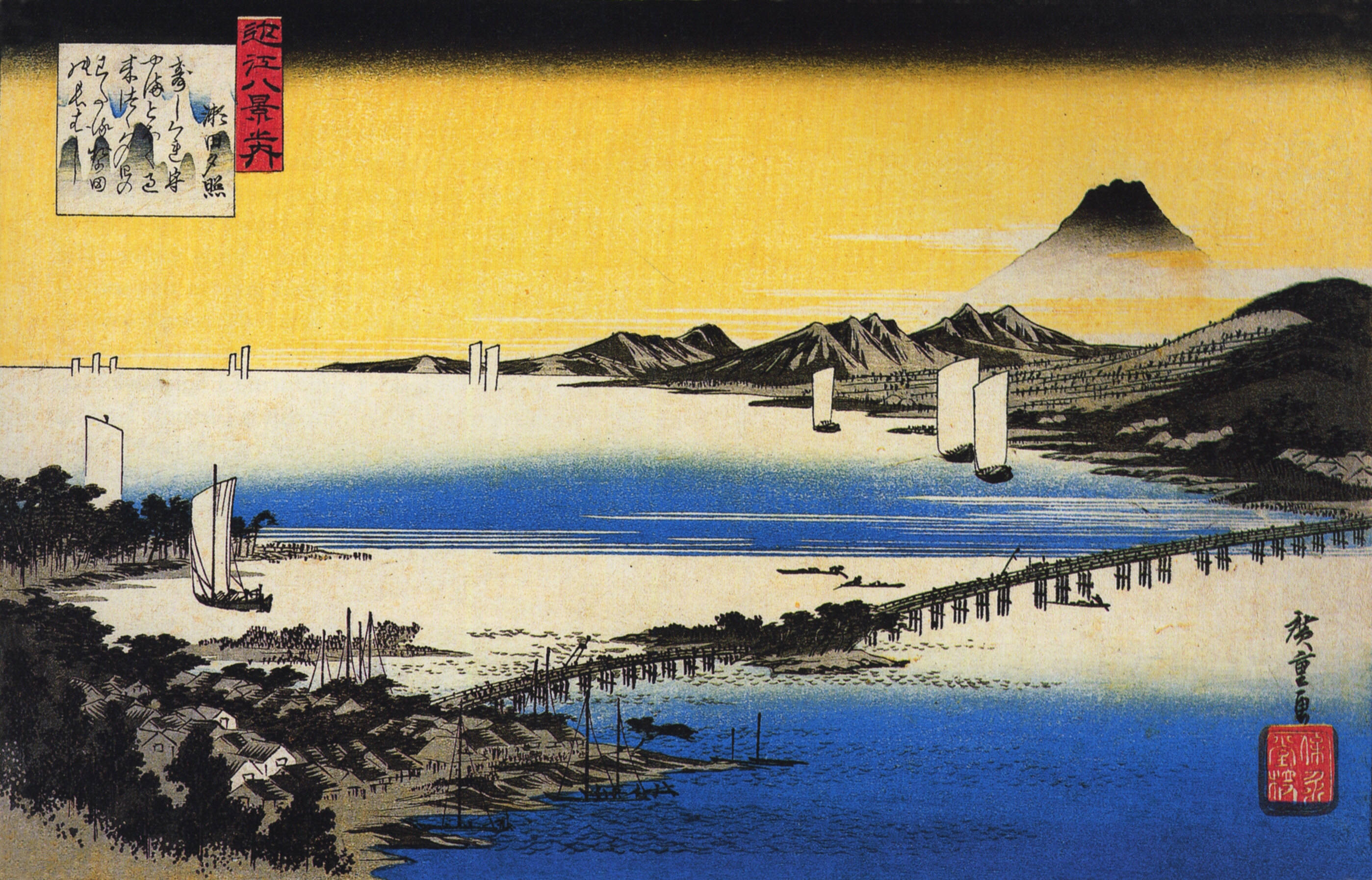
Seta
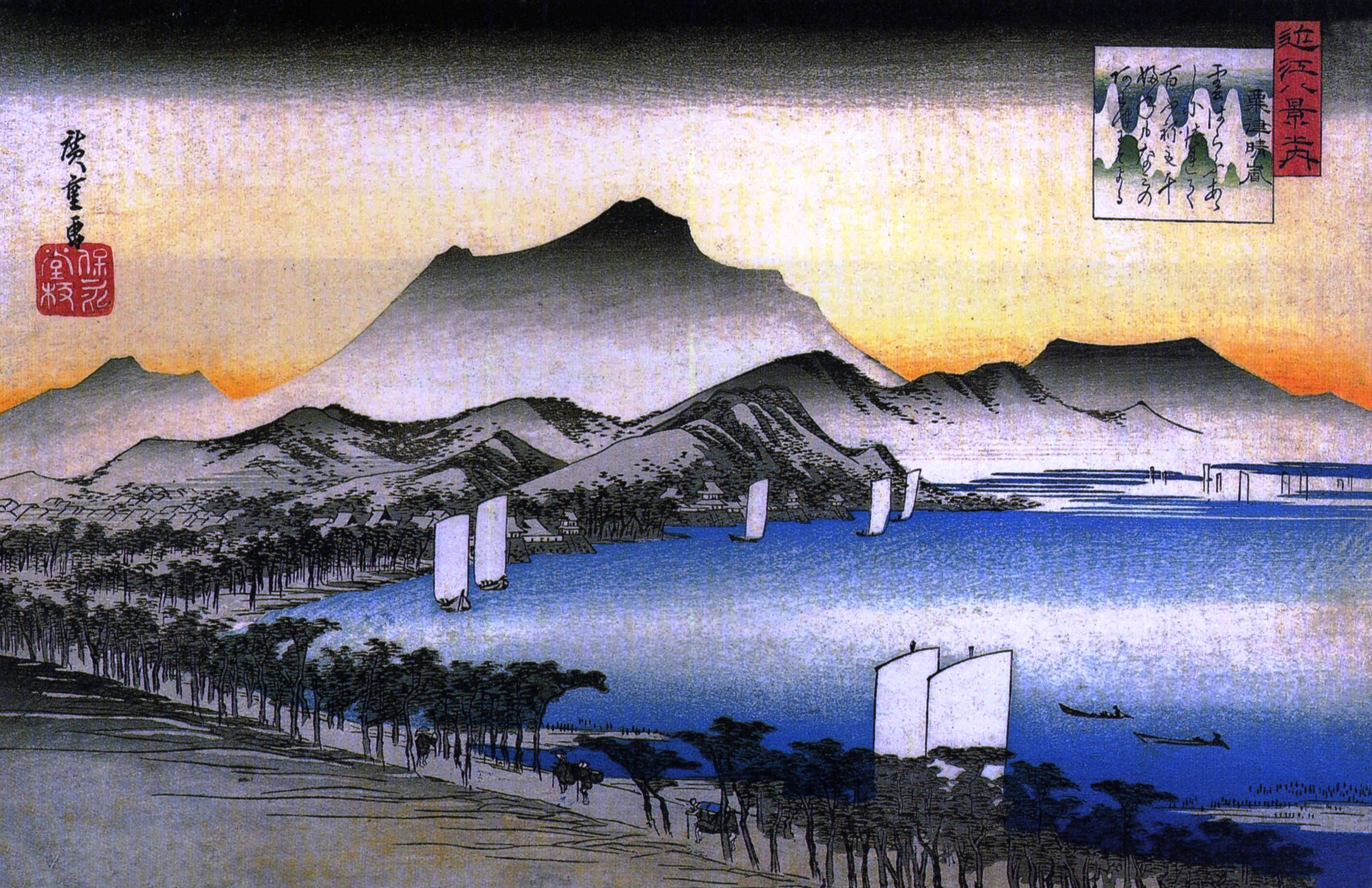
Awazu
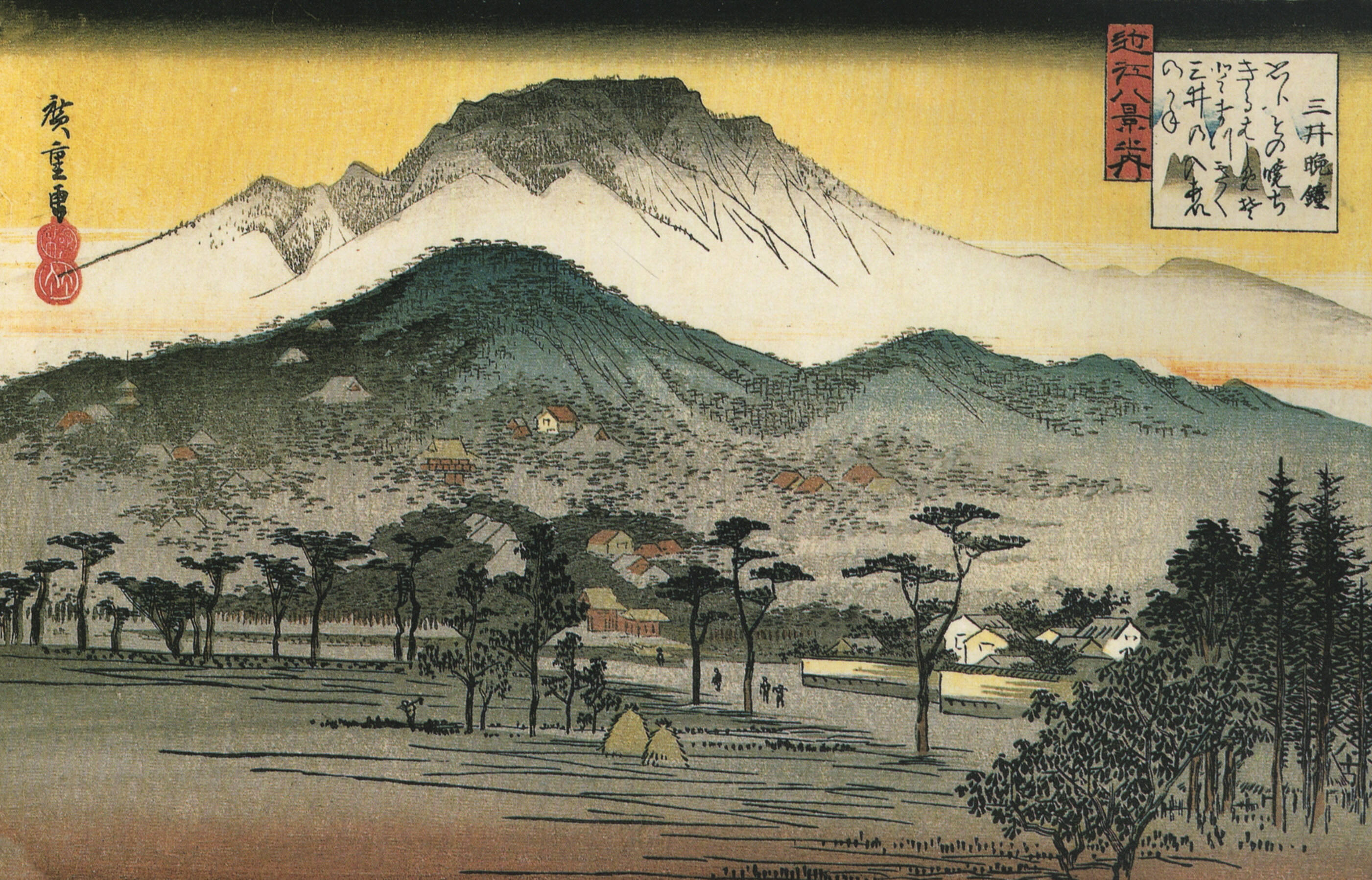
Miidera
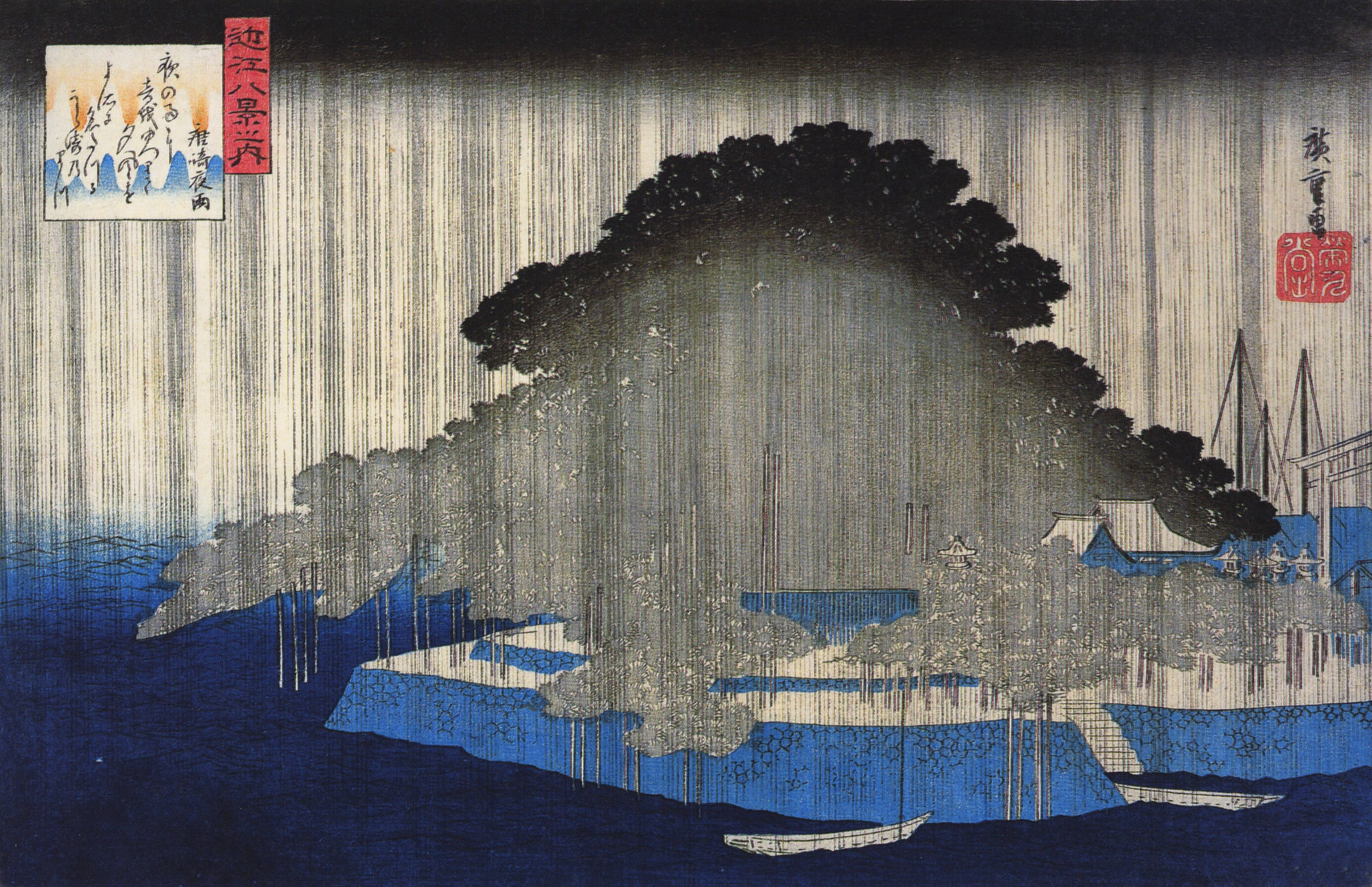
Karasaki
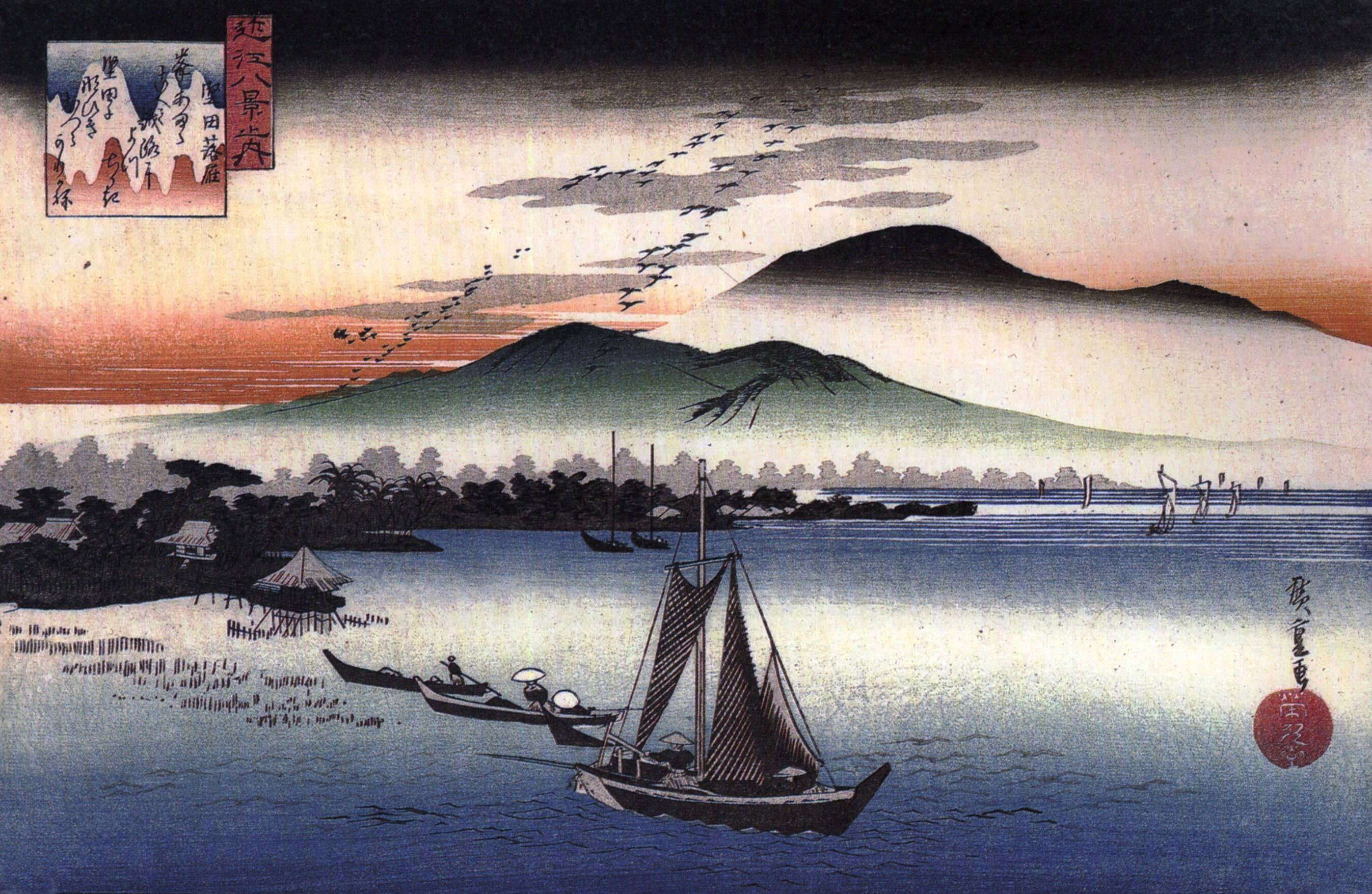
Katata
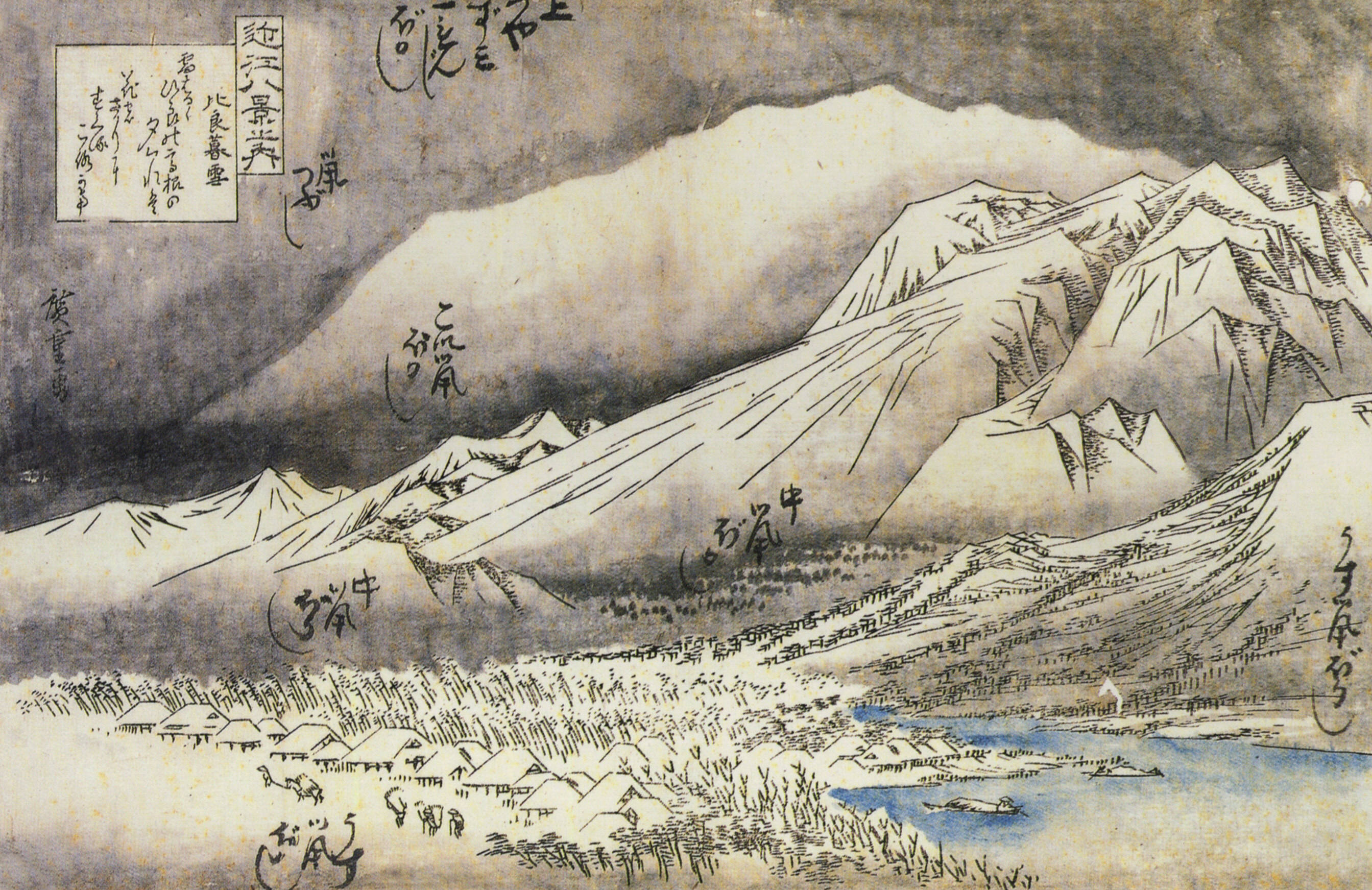
Hira no Bosetsu (erhaltene Vorzeichnung Hiroshiges)

## Weitere „Acht Ansichten“ in Japan

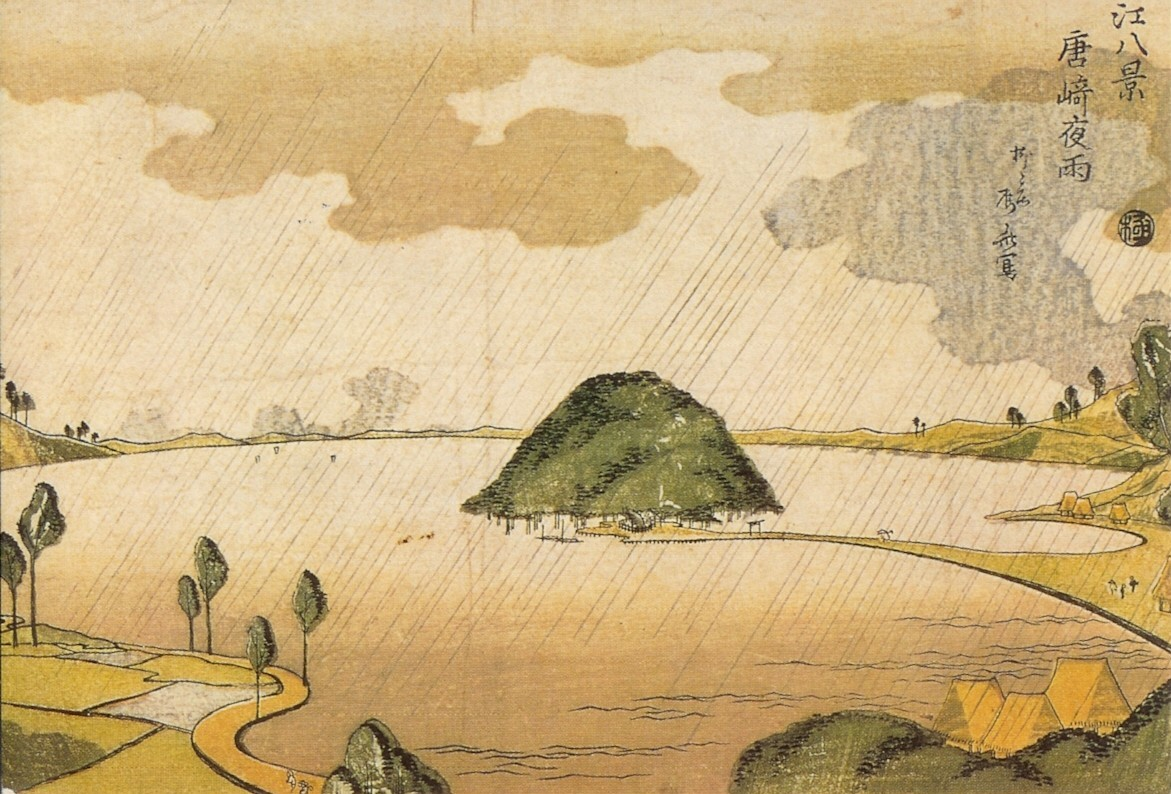
Karasaki, Farbholzschnitt von Ryūryūkyo Shinsai (柳々居辰斎), um 1820

Der Erfolg seiner Serie beflügelte Hiroshige, fast 20 weitere Serien Ōmi Hakkei zu produzieren. Aber auch andere Künstler beschäftigen sich mit den Acht Ansichten. Hiroshige und andere Künstler übernahmen dann das Thema auch für andere Gegenden Japans. Es mussten nur zu den atmosphärischen Vorgaben wie „Frische Brise“ die passenden Orte gefunden werden. So gibt es von Hiroshige z. B. die „Acht Ansichten um Edo“, die „Acht Ansichten von Kanazawa“.

## Schlussbemerkung
Das Thema der Acht Ansichten hat die Kunst und Literatur in Japan bis ins 20. Jahrhundert beschäftigt. So liegt z. B. von Itō Shinsui (1898–1972) eine komplette Serie vor. Der Deutsche Max Dauthendey, der 1905 auf einer Weltreise auch Japan besuchte, übernahm das Thema und publizierte 1911 die „Acht Gesichter am Biwasee“, die ein großer Erfolg wurden.